# Alexandr Brandejs
Alexandr Brandejs (německy Alexander Brandeis; 7. září 1848 Hřebečníky u Rakovníka – 19. května 1901 Praha) byl statkář, podnikatel, mecenáš a přítel předních českých umělců poslední třetiny 19. století.

## Život
Alexandr Brandejs měl velký statek v Suchdole u Prahy. Žil na suchdolském zámečku, kde měl velkou sbírku umění, a kam zval české umělce, které také finančně podporoval. Scházela se zde většina umělců generace Národního divadla. Na Suchdol přijížděli Mikoláš Aleš, František Ženíšek, Václav Brožík, Agathon Klempt, který mu vyzdobil malbami "buffet", Josef Václav Myslbek, Emanuel Krescenc Liška, Antonín Chittussi, Albín Lhota, Jakub Schikaneder, architekti Jan Zeyer a Antonín Wiehl a také spisovatelé Julius Zeyer a Jaroslav Vrchlický. Ženíšek, Schikaneder, Brožík a Aleš zanechali portréty členů rodiny Brandejse. Myslbek použil Brandejsova koně Tigra jako model pro sochu sv. Václava na Václavském náměstí.
Aleš vzpomínal na Brandejsovu rodinu: „Byla to rodina vzácná, rodina pro umění a pro jeho vyznavače tak zanícená, tak ušlechtile zapálená, že by druhé hned tak nenašel.“
Alexandr Brandejs zemřel roku 1901 v Praze. Pohřben byl na Novém židovském hřbitově na Olšanech.